# Sardegna Open
Il Sardegna Open è stato un torneo di tennis maschile che si disputava a Cagliari, in Italia.
Inserito nel 2020 e nel 2021 nel circuito ATP Tour 250, nel 2023 è diventato un torneo ATP Challenger 175.

## Storia
A causa della pandemia di COVID-19 nel 2020, l'Association of Tennis Professionals, assieme ai singoli organizzatori, fu costretta a cancellare numerosi tornei e a riprogrammare progressivamente il calendario aggiungendo anche nuove e inedite date. Il 10 settembre 2020 l'ATP annunciava l'inserimento di quattro nuove date dei tornei da 250 punti, fra cui un nuovo torneo in Sardegna al Forte Village di Pula da disputarsi dal 12 al 18 ottobre, nel resort che ospitava abitualmente tornei del circuito ITF. Con l'istituzione del torneo, fu la prima volta che la Sardegna ospitò un appuntamento del massimo circuito mondiale
L'anno successivo l'ATP concesse una licenza di un solo anno per un altro torneo del circuito maggiore in Sardegna, questa volta nella sede del Complesso tennistico Monte Urpinu a Cagliari, da svolgersi ad aprile.
Scaduta la licenza annuale, con il ripristino del calendario mondiale, non si disputava l'edizione 2022, ma il 21 febbraio 2023 venne annunciato un torneo della categoria Challenger 175 da svolgersi nella sede di Monte Urpinu. Il torneo, collocato questa volta a maggio, tra il Madrid Open e gli Internazionali d'Italia, permetteva di accogliere gli eventuali tennisti eliminati nella prima settimana del Master 1000 spagnolo.

## Albo d'oro

### Singolare
| Anno | Categoria          | Vincitore      | Finalista        | Punteggio        |
| ---- | ------------------ | -------------- | ---------------- | ---------------- |
| 2020 | ATP Tour 250       | Laslo Đere     | Marco Cecchinato | 7–6(3), 7–5      |
| 2021 | ATP Tour 250       | Lorenzo Sonego | Laslo Đere       | 2–6, 7–6(5), 6–4 |
| 2022 | Non disputato      | Non disputato  | Non disputato    | Non disputato    |
| 2023 | ATP Challenger 175 | Ugo Humbert    | Laslo Đere       | 4–6, 7–5, 6–4    |
| 2024 | ATP Challenger 175 | Mariano Navone | Lorenzo Musetti  | 7–5, 6–1         |

### Doppio
| Anno | Categoria          | Vincitori                       | Finalisti                         | Punteggio           |
| ---- | ------------------ | ------------------------------- | --------------------------------- | ------------------- |
| 2020 | ATP Tour 250       | Marcus Daniell Philipp Oswald   | Juan Sebastián Cabal Robert Farah | 6–3, 6–4            |
| 2021 | ATP Tour 250       | Lorenzo Sonego Andrea Vavassori | Simone Bolelli Andrés Molteni     | 6–3, 6–4            |
| 2022 | Non disputato      | Non disputato                   | Non disputato                     | Non disputato       |
| 2023 | ATP Challenger 175 | Alexander Erler Lucas Miedler   | Máximo González Andrés Molteni    | 7–6(6), 6–3         |
| 2024 | ATP Challenger 175 | Sriram Balaji Andre Begemann    | Boris Arias Federico Zeballos     | 6–4, 6(3)–7, [10–6] |